# Alix Petronilla von Aquitanien
Alix Petronilla von Aquitanien (französisch: Aélis Petronilla d’Aquitaine; * um 1125 in Poitiers, Aquitanien; † 1151 in Saint-Quentin) war durch Heirat Gräfin von Vermandois und Schwester von Eleonore von Aquitanien.

## Leben
Petronilla war die jüngste Tochter des Herzog Wilhelm X. von Aquitanien und seiner Ehefrau Eleonore von Châtellerault. Ihre ältere Schwester war Eleonore von Aquitanien, spätere Königin von Frankreich und von England.
Da ihr Vater 1137 gestorben war, kam sie in die Obhut ihres Onkels, Graf Raimund von Poitiers und Fürst von Antiochia. Nach der Heirat ihrer Schwester im Juli desselben Jahres mit dem französischen König Ludwig VII. kam Alix an den französischen Hof in Paris. Durch ihre Schönheit verdreht sie vielen den Kopf, so auch dem Seneschall von Frankreich, Raoul I. von Vermandois-Valois (1085–1152). Dieser verstieß 1142 seine Ehefrau Eleonore (1100–1148), Tochter des Grafen Stephan von Blois und Adela von der Normandie. Als die päpstlichen Legaten in Lagny-sur-Marne die Scheidung des Grafen von Vermandois von seiner ersten Gemahlin wegen zu naher Verwandtschaft für ungültig erklärten, belegten sie gleichzeitig Raoul und Alix mit dem Kirchenbann. Nachdem der Papst Innozenz II. 1143 verstarb, hob dessen Nachfolger Papst Coelestin II. diesen wieder auf. Aus der Verbindung gingen zwei Kinder hervor: Isabelle Mabile, Gräfin von Flandern (1143–1183) und Raoul II. der Aussätzige (1145–1167). Alix starb bei der Geburt ihres dritten Kindes.

## Belletristik
- Sylvie von Frankenberg, Katrin von Glasow: Henry und Alienor. Eine Königsliebe. Roman, DroemeKnaur, München 2002, ISBN 3-426-61152-X
- Ellen Jones: Die Königin und die Hure. Roman, Weltbild-Verlag, Augsburg 2003, ISBN 3-8289-7320-5
- Tanja Kinkel: Die Löwin von Aquitanien. Roman, Goldmann, München 1991, ISBN 3-442-45574-X
- Patrice Leavold: Im Schatten der Lilie. Die Erinnerungen der Eleonore von Aquitanien. Bastei Lübbe, Bergisch Gladbach 2002, ISBN 3-404-14772-3
- Leo G. Lindner: Eleonore von Aquitanien – Was alles in ein Leben passt, zwei Königreiche und jede Menge Männer. List Taschenbücher, 2002, ISBN 3-548-60152-9
- Pamela Kaufman: Die Herzogin. Fischer, Frankfurt am Main 2006, ISBN 978-3-596-17159-0